# スーパージョッキー
『スーパーJOCKEY』（SUPER JOCKEY、スーパージョッキー）は、日本テレビ系列（クロスネットのテレビ大分・テレビ宮崎両局を除く）で1983年1月9日から1999年3月28日にかけて放送されたビートたけしが総合司会のお笑いバラエティ番組である。放送時間は毎週日曜日13時00分 - 14時00分（JST）。

## 概要
12年間放送した『TVジョッキー』の後番組で、17年間放送された。
番組スタート当初は『TVジョッキー』と同じく、一般参加者が登場する番組だった。後に『THEガンバルマン』が看板のお笑い番組となり「熱湯コマーシャル」開始以降はお色気番組路線となった。
放送当初は生放送であったが、途中から「2本撮り」による隔週生放送となった。また『THEガンバルマン』のコーナーはあらかじめ収録されたもの (日本テレビ系列で使用される生田スタジオで別撮りしている回がある) を生本番中にVTR再生し視聴者とスタジオ観覧者に見せていた。収録放送ではその時の状況を説明するテロップを画面の隅に表示した。テロップの表示方法で、その日の放送が生放送か収録かは一応見分けられた。収録放送でも『THEガンバルマン』を除いた演出上「生放送」とされている部分の「コメントスーパー」は事前に台本で発言されることが決められているギャグや決め台詞を除いて使用されていなかった。
ゲストの歌についても、当初生放送で流していたが、後に事前収録したものを放映するスタイルに変更された。当時の人気アイドル歌手が当初は毎週3組、後期は2組が出演。1980年代末期〜1990年代前半に音楽番組の衰退・低迷期を迎えてからはアイドル歌手の歌が披露される数少ない番組の1つだった。
歴代最高視聴率は1987年7月12日放送分の20.5%（関東地区、ビデオリサーチ社調べ）。たけしがフライデー襲撃事件後、当時の5本のレギュラー番組の中で最も早く復帰を果たした回の放送で記録したものである。初回視聴率は11.8%だった（同上）。
1999年3月28日をもって16年3か月にわたる放送を終了。これにより、1971年1月の『TVジョッキー』時代から続いた『ジョッキーシリーズ』は28年3か月の歴史に幕を降ろした。

## 出演者

### 総合司会
- ビートたけし
1986年12月21日から1987年7月5日まではフライデー襲撃事件に伴う謹慎、1994年8月7日から1995年2月26日まではバイク事故による療養のため出演せず（ただし、ガンバルマンのVTRはたけしのスケジュールの兼ね合いで同年11月6日分まで事故前に撮り溜めしていたため、そのVTRに限っては出演していた）。前者の期間は山田邦子、回によっては所ジョージが総合司会を代行、後者に関しては特別な代役は立てず、ガダルカナル・タカが実質的な総合司会代理を務め、時折細川ふみえが総合司会を代行していた。1992年から1996年まではフジテレビ『FNSの日』の総合司会だったが、『FNSの日』放送日もこの番組を放送する時間帯はフジテレビを抜けて、番組に参加していた。

### 進行（女性アシスタント）
開始当初の3ヶ月間は子役をアシスタントとして出演させた。（ただし、進行は全てたけしが担当していたため、ここで触れている“進行役”という意味でのアシスタント役とは厳密には異なる。）
1983年4月からはアシスタントとして女性タレント・自局アナウンサーを起用し、ハガキ・お便りの募集などのインフォメーションコーナー・ゲスト歌手の紹介など細部の進行はアシスタントが担当するようになった。
- 1983年4月 - 1983年9月：春やすこ
- 1983年10月 - 1984年6月：井丸ゆかり
  - 1984年7月〜1990年3月までは女性アシスタント制は一旦廃止、たけしの単独司会体制に（なお、細部の進行は主にコーナーレギュラーやたけし軍団のメンバーが行っていた）。
- 1990年4月 - 1992年9月：蓮舫
- 1992年10月 - 1993年12月：藪本雅子・飯島直子・細川ふみえ
- 1994年1月 - 1995年9月：大神いずみ・飯島直子・細川ふみえ
- 1995年10月 - 1996年9月：大神いずみ・飯島直子・辺見えみり
- 1996年10月 - 1997年6月：大神いずみ・辺見えみり・佐藤藍子
- 1997年7月 - 9月：辺見えみり・佐藤藍子・山田まりや
- 1997年10月 - 1999年3月：辺見えみり・山田まりや

### レギュラー
フライデー襲撃事件のため、たけしの他軍団主要メンバーが総じて謹慎することになった1986年12月 - 1987年7月26日までの8か月間に関しては、襲撃事件に参加しなかったつまみ枝豆と井手らっきょとラッシャー板前の3名を「留守番隊」（厳密には「残留隊」）と称して「ガンバルマン」コーナーの中心に据え、不在だったたけし軍団の代役としてダチョウ倶楽部と当時太田プロ所属だった大川興業らが「ガンバルマン」などのコーナーに参加していた。その後、ダチョウ倶楽部は1987年4月、不起訴が決定して一足先に復帰したたけし軍団と交代で番組から一時離れ、1991年にビートきよし・石倉三郎・水野晴郎が降板したことに伴い、今度は正式のレギュラーとして番組に復帰した。同時に松村邦洋・蛭子能収も新たにレギュラーとなった。
全期
- たけし軍団
  - 放送開始当初は、軍団結成時の参加メンバー（そのまんま東・松尾伴内・すがぬま伸・大森うたえもん・柳ユーレイほか）が個人名義で番組に出演。開始2ヵ月後の1983年3月に上記メンバーを中心として「たけし軍団」が結成された。ただし、当初は同じく当時たけしがメイン司会を務めていたテレビ朝日『アイドルパンチ』で軍団が結成された経緯から同ユニット名の番組での使用が事実上『アイドルパンチ』に限定されていたため、当番組では軍団結成後も1984年初冬まではメンバーそれぞれの個人名義、または出演コーナーの「THE ガンバルマン」から「ガンバルマンズ」の呼称で出演していた。

前期（1983年1月 - 1990年12月）
- 宮川泰（映画解説・芸能情報担当、開始〜1985年まで）
- 日景忠男（芸能情報担当、愛称は『美少年評論家』、1984年〜）
- 水野晴郎（映画解説、1985年〜 ）
- 稲川淳二（開始〜1987年3月まで）
- 石倉三郎（コント・レオナルド、1985年〜）
- ビートきよし（ツービート）（1985年〜）

後期（1991年1月 - 1999年3月）
1991年12月まで
- 水野晴郎（映画解説）
- 石倉三郎
- ビートきよし

1992年1月から
- ダチョウ倶楽部（肥後克広、寺門ジモン、上島竜兵）
- 松村邦洋
- 蛭子能収
- みるく（そめやゆきこ、堀口綾子、星野貴代子）
- 山崎真由美
- 水谷リカ(熱湯クイーン)
- 熱湯三姉妹(または四姉妹)

初代・木下優(熱湯クイーン時代より)、森えいみ、矢部美穂
2代目・三姉妹+川崎愛
3代目・木下以外の3名
4代目・森、矢部、三宅えみ
5代目・森、相澤(下の名前不明)、三宅
6代目・森、中川れい子、三宅、三枝実央
- 菅谷大介
- パイレーツ(1997年10月から)
- レッドウォーリアーズ(1997年10月から)

初登場は吉田里深、照屋友季子、安西ひろこの3人が出演。その後桜庭あつこ、広田樹里、寺島なつが出演し1998年3月までは不定期だったが同年4月以降は吉田、桜庭、寺島の3人となる
- 鈴木史朗(フリー転身後の1998年10月から)

### 準レギュラー
- 井上晴美
- 比嘉ひとみ
- 飯島愛

その他三崎千香、松田純がレッドウォーリアーズとして出演するがすぐ降板。

### Jガール
- 杉本夕子・生田依子・麻井美緒（J-KISS）
1993年にレギュラーになり、1995年3月まではボディコン衣装を着用していたが（但し1994年7月〜9月頃の一時期は黒のバニーガールの衣装を着用）、1995年4月以降は杉本夕子がピンク、生田依子が水色、麻井美緒が黄色のバニーガールの衣装を着用。麻井美緒が降板後の杉本夕子、生田依子の二人体制になってからJガールに改名された。
- 池沢郁絵（番組内で爆乳ちゃんと呼ばれていた）
- 増田恭子
- 藤谷ひとみ
1996年5月頃に杉本夕子、生田依子の降板後、池沢郁絵、増田恭子、藤谷ひとみが2代目Jガールとして出演。池沢郁絵がピンク、増田恭子が黄色、藤谷ひとみが水色と先代同様にバニーガールの衣装を着用。

以下3名は1998年1月から出演
- 沢木涼子
- 藤原みわ
- 佐々木希美

### ナレーター
- 八奈見乗児
開始当初のナレーター。『タイムボカンシリーズ』の悪党風の声でナレーションをやっていた。
- 龍田直樹
2代目ナレーター
- 武居“M”征吾
3代目ナレーター（主にザ・ガンバルマンコーナーVTR）

### その他
- 滝澤正光、吉井秀仁
1984年、ガンバルマンの講師役で出演後、約2年間、ほぼ月1回のペースで出演。

## スタッフ

### 最終回時点
- 構成：沢口義明[注 4]、シン西川（西川晋）
- スイッチャー (SW)：小林宏義（以前はカメラ担当）
- カメラ：蔦佳樹
- 音声：村上正
- 照明：谷田部恵美
- 映像調整：石塚功
- 音響効果：佳夢音
- 美術プロデューサー：栗原純二
- 美術：日テレアート
- アニメ画：蛭子能収
- 制作協力：オフィス北野[注 5]
- 広報：市川幸恵
- タイムキーパー：大岡伸江
- 取材スタッフ：高梨武志、吉原政幸、大門孝之（高梨、吉原、大門→以前は構成）
- アシスタントディレクター：原司、江成真二、錦織信彦
- アシスタントプロデューサー：河戸憲男（以前はアシスタントディレクター）
- 制作デスク：若松七重（以前はアシスタントプロデューサー）
- ディレクター：大武智治、阿部真一郎（阿部→以前はアシスタントディレクター）／ 高橋康之（高橋→以前は取材スタッフ→アシスタントディレクター）
- プロデューサー・演出：藤井淳[注 6]（以前はアシスタントディレクター→ディレクター）
- 総合プロデューサー：神蔵克
- チーフプロデューサー：佐野讓顯

### 過去のスタッフ
- 歴代プロデューサー：八田一郎、高橋靖二（八田、高橋は後に制作）、渡辺弘、中村英明（中村→以前はアシスタントディレクター→演出）
- 構成：河村達樹、和嶋浩秀、松山源一、田口ごろう、塚田均
- テクニカルディレクター (TD)：野口博、佐々木伸郎
- スイッチャー (SW)：新井悦男、秋山真（新井・秋山→以前はカメラ担当）、井上幹夫、坂東秀明
- カメラ：木村博靖、保刈寛之、田中秀和、鎌倉和由、松村興
- 音声：吾妻光良[1]、笹川秀男、加賀金重郎、神田洋介
- 照明：小椋敏宏、中川満、川崎吉男、斉田ひとみ、吉松耕司、小寺勝馬、山本智浩、小田切清美
- 映像調整：葉満田修、矢野保夫、柴田康弘、河田稔、藤原慶太、牧野和侑、根本正実、夏目充博、中鉢加奈子、吉田亘、斎(斉)藤智徳、山本英雄、栗田文恵、高橋広樹
- 音響効果：柳原英博、長内勇治（共に佳夢音）
- 美術：荒井亜和[2]、中野嘉一郎、道勧英樹、小池寛、久保玲子
- 取材スタッフ：青木治、小野高義、内野恵
- 広報：保坂朱美、木村晶子、高木雪
- タイムキーパー：大久保千代美、阿部直子
- ディレクター：福間正浩、五味一男、小川通仁（福間～小川→以前はアシスタントディレクター）、今倉一正
- アシスタントディレクター：水田伸生、小葉松慎、川村益昭、宮下仁志、櫨山裕子、千野克彦、環真吾、飯沼誠、渡部智明、井上康広、宮崎勝之、古立善之、北川佳代、黄木美奈子
  - 本番組の主力スタッフだった渡辺弘は初回（当時チーフディレクター）からプロデューサー兼務→プロデューサーを経て1997年6月（当時チーフプロデューサー）まで携わり、以後も最終回まで彼が築いた路線を引き継いだ。その後7月から1999年3月までチーフプロデューサーは増田一穂が担当した。

## 番組コーナー

### 熱湯コマーシャル以外
THEガンバルマン
たけし軍団を始め、お笑い芸人達が体を張っていろんな事に挑む企画。『熱湯コマーシャル』開始前はこのコーナーが番組の看板コーナーで、主に下記のようなチャレンジ企画があった。ジャズ空手師範・澤村宗など名物講師も登場。末期のナレーションは武居“M”征吾。このコーナーではたけしが手の形を模した坐禅に使う警策のような棒を使ってツッコミをしていた。
JOCKEY-1
「どうですか〜?お客さん」の前身（後述）。最後に「お問い合わせはスーパーJockeyまで」と出ていた。
JOCKEY-2
番組初期から中期まで放映。たけしが座って小ネタを発表するコーナー。有名人のそっくりさんの写真を募集する「よく見りゃ似てるこの2人」や、昔の特撮モノの変なところを重箱の隅をつつくようにツッこむ企画、マイナーで妙な歌ばかりを集めて流す企画「困ってしまうレコード」などを週変わりで発表していた。
書きゃいいってもんじゃないんだよコーナー
番組初期から中期まで、ザ・ガンバルマンの次のコーナーとして、CMとゲストの歌を挟んだ後に7 - 8分放映されていた。たけしが読む視聴者からのハガキによる質問に、当日のゲスト歌手が答えるコーナー。次週のゲスト名は毎回テロップで紹介され、視聴者はそれをもとにハガキを送ることができたため、ほとんどの質問は特定ゲスト名指しだった。このコーナーでハガキが採用された視聴者の中から、たけしの独断と偏見で日本エアシステム（当初は東亜国内航空、現：日本航空）によるペア一組の国内線往復航空券（東京 - 福岡間、後に東京 - 札幌間）がプレゼントされた。
軍団クイズ・体は資本だ!
1980年代末期から1991年秋までのクイズコーナー。前述の「書きゃいいってもんじゃないんだよコーナー」に代わってスタートした。軍団がロケで体を張った対決やゲームに挑戦、スタジオにいるたけしやゲストがその結果を予想するという内容。中でも、浅草キッドが人間が入れるぐらいの発泡スチロールで作られたサイコロの中に入り、それを転がして丁半博打をやる企画はシリーズ化され、様々な所でその巨大サイコロを転がした。しかしスキー場で転がした回では、水道橋博士が入ったサイコロは途中で水道橋が投げ出されたものの無事に雪が積もっている所に着地、玉袋筋太郎に至っては入ったサイコロがスキー場の谷底に落ち、中の玉袋はしばらくの間気絶、周囲に緊張が走るシーンがあった。この映像は、後に「日本テレビの21世紀に残しておきたい映像」に選ばれた程インパクトのあった映像だったが、この一件で椎間板ヘルニアを患った水道橋は「ガンバルマン」のコーナーの辞退を余儀なくされた。
プライスクイズこれなんぼ?
1991年11月にスタート。上述の『軍団クイズ- 』の後を受けて登場した。体を張る企画ではなく、軍団が紹介したものの値段を当てる。一般的なものの値段当てクイズ。
言わんのバカ!
1990年代前半のコーナー。形式は一般的な「10回クイズ」の応用形で、浅草キッドが言うフレーズを通行人に何度か繰り返させた後、似たようなフレーズや全く違う言葉を言って噛ませる、というもの。元々はニッポン放送『浅草キッドの土曜メキ突撃!ちんちん電車!』からの企画。
愛のプレゼンショー
軍団メンバーなどが有名人に扮装してMCを務めるコーナーで、3人のMCコーナー終了後、歌のゲストなど数名が審査し受け入れたコーナーのMCが優勝。しかし、評価の低い人が顔拓を受ける罰をする。
びっくりしたなぁーMOW!
1990年代初期 - 中期にあったコーナー。ロケ企画（クイズやドッキリ企画）以外に、生活に役立つ情報を紹介するコーナーも含まれていた。ちなみにこのコーナーには、レギュラー以外に浅草キッドも出演していた。
どうですか〜?お客さん
まだ知られていないマイナーな製品を紹介するコーナー。誰も欲しがらないような、あまり意味の無い製品を紹介することも多かった。軍団メンバーによる実演もあった。1997年10月から紹介途中にパイレーツが、わざとらしくセクシーなポーズを取ることが「お約束」で、ダチョウ倶楽部の定番ギャグ「ムッシュムラムラ!!」はこのコーナーから誕生した。また、移動式セットをスタジオの所定位置まで誘導する際、ダチョウ倶楽部が三人声を合わせ「ストッピング!!」と叫ぶのも定番化した。
番組初期 - 中期時代は「JOCKEY-1〜週変わりのサブタイトル」で称され、ビートきよしと石倉三郎が週交代でマイナー製品コーナーの進行をしていた。
なお「どうですか〜?お客さん」というタイトルは、たけしプロレス軍団が新日本プロレスに登場した際、アントニオ猪木が発した言葉に由来している。
ゾロ目でドーン!
番組最末期にあったコーナー。ゲスト・一部の観覧客を含めた出演者が1人ずつサイコロを投げて、予めたけしが出したサイコロの目と同じ目を出す事を目指す。たけしの出した目に応じて賞品を決定。制限時間内でたけしが出したサイコロの目を出した人は、賞品獲得を賭けたサイコロを振る。賞品は、サイコロに書かれた「本人」の目を出せば本人に、「視聴者」が出ると視聴者にプレゼントされた。大抵サイコロに細工がしてあったりラップが厚かったりと、視聴者プレゼントになるようないかさまが施されていたが、それでも数回程、出演者が賞品を獲得するケースもあった。ただ生放送時は、制限時間を設定せず時間になったら終了となった。
その他のコーナー
- 映画解説（番組初期 - 中期）
- 芸能情報（番組初期）
- ゲスト歌手の歌（番組初期 - 中期はオープニング直後・番組中盤・エンディング直前の3曲、後期は番組中盤とエンディング直前の2曲）

### 熱湯コマーシャル
『THEガンバルマン』の名物コーナー『熱湯風呂』から派生して1989年ごろに始まったコーナー。「熱湯CM」と略される。進行役はタカと歴代女性アシスタントが担当。テレビコマーシャルをしたい人達が集まり、「熱湯ルーレット」とよばれるルーレットで熱湯に入る人を決め、熱湯に入れた秒数（最大30秒）で宣伝をする企画。たけしは2018年に熱湯風呂は本当は熱くなくて火傷した人を見たことがないと語っているが、実際に何度も熱湯風呂に入ったことがある蛭子能収は、火傷しない温度ではあるが、蛭子には「地獄に思える熱さ」で、ギャラ目当てで嫌々入っていたと証言している。
当初は湯船の底に着けられたセンサーに挑戦者の体が触れるとタイマーが作動してアナウンサーが実況風にCMを読み上げ、湯が熱くてセンサーから離れるとCMが中断する方式だったが、後に挑戦者がセンサーに触れてタイマーでカウントした時間だけ専用のブースに入って出場者自ら宣伝する方式に変更された。
後期には「熱湯クエスチョン」のコーナーが入湯前に実施され、菅谷大介が「熱湯アナウンサー」として出題し、毎回出場者にいじられるのがお約束であった。なお、質問に答えられないとコンロで火にかけられているやかんや鍋に入った熱湯が「差し湯」として追加された。
ルーレットは後に、宣伝内容に関係する出演者や番組として熱湯に入れたい出場者の名前を書いたマグネット製のシールを貼って、的を上書きし当たり易くされるようになった。また、ルーレットの赤い電飾の部分は初期は電球が露出していたが、後に黒い枠に電球を埋め込むタイプにマイナーチェンジされた。ルーレットの回る時や止まる時のSEも何度かマイナーチェンジされている。
この熱湯風呂は番組終了後に本番組に出演していたダチョウ倶楽部に受け継がれて、彼らの十八番芸となった。
生着替え
ルーレットの結果により急遽入湯することになった場合、その場で天井から電動で吊られたカーテン囲みの「簡易脱衣室」が設置され、水着等に着替えることになる。当初、着替え時間は無制限だったが、途中から時間が経つとカーテンが自動的に下に落ちる形に変更された。制限時間については私服の女性は原則60秒→50秒だが、水着から水着への着替えの場合は40秒。男性は着替えが簡単なので服装・人数に関わらず30秒であり、人数が多い場合は、女性はスケスケ生着替えとノーマル生着替えを併用し、男性は女性用を借用することもある。女性の場合残り30秒になるとBGMが流れ始めて、それに合わせて出演者や観客が手拍子をし、終了間際になるとスタッフや進行役から陰部や胸を隠すためのタオルを投げつけられる。時間内に着替えが完了した場合は強制的にカーテンが落下する。
さらに、女性には不定期で水着から水着へ着替える「泡風呂生着替え」もあった。着替えが間に合わなかった場合は先述の投げ込まれたタオルで隠して入湯する。
後にガラス張りの箱の「スケスケボックス」の中で着替える「スケスケ生着替え」にまで発展した。
また、着替え中に脱衣室を上のアングルから撮ったカメラもスタジオの天井にあり、着替え終わった人は前の方にある回転床に乗り、タカの「レッツ!しだるまタイム!」という掛け声と同時にその姿をお披露目した。
ハプニング
ハプニングも多発した。
このシステムを逆手に取り、たけし軍団やダチョウ倶楽部が生放送にも関わらず、タイムオーバーを狙い観客やゲストの前で水着を着けずにわざと全裸状態になって、このままスタジオ中を走り回るなどの行為を行ったり、前期に関してはグレート義太夫のバンド関係者が熱湯CMに出演した際、一部のメンバーが入る事になったものの、何時の間にか「THEガンバルマン」中期で見られた軍団同士による熱湯風呂の落とし合いとなり、軍団メンバーが服を着たまま落とされたり、畳くらいの大きさの板を持ち出しメンバーが入っている状態で風呂に蓋をしようとしたり、ついには井手らっきょが全裸（前は看板で隠していた）で乱入して熱湯風呂に落とされたりとやりたい放題でスタジオ中が一時パニック状態となった。
1994年10月30日放送回では料理店を経営する元相撲力士達の熱湯ルーレットにおいて準レギュラーの飯島愛が選ばれたが、お着替えタイム終了の17秒前にカーテンが誤って落ち上半身を見られるハプニングが発生した。スタッフが調べた結果、機械の故障と判明した。
アナウンサーの入湯
1993年に当時番組アシスタントだった藪本雅子が熱湯ルーレットに当たってしまうという出来事があった。藪本は困惑する態度を示したが、タカに説得され、渋りながらも「お給料上げてもらえるのかしら?」と水着への着替えを受け入れた。その後この件について、日本テレビのアナウンス部及び本番組をネットしていた系列局のアナウンス部から「一社員にこんないかがわしいことをさせるとはどういうことだ!」との批判があった事から、以降は同局女性アナウンサーの入湯を禁止した。
ところが、それから4年後の1997年3月16日に大神いずみが熱湯ルーレットで「スケスケ生着替え」のマスに当たるという事態が起きた。大神はその際入湯を拒否し、代わりに同席した松永二三男が藪本の一件以降のアナウンス部の方針について謝罪した後、松永と藤井恒久と金子茂が代理入湯した。しかし、大神のこの態度には全国から抗議の声が殺到した。この放送後、本人不在のまま番組の降板が決定した。ただ、この入浴拒否に対する抗議の中には「これは仕事だろ」といった内容のものが多かった。
たけしの入湯
ルーレットには、金色に塗られた「殿」のスペースもあったが、ルーレット1コマ分しかスペースがないので、滅多に当たらなかった。しかし、放送500回記念だった1994年7月31日の放送で、非常に大きな的だったとはいえ初めて「殿」に命中。たけしが遂に熱湯に入ることとなった。ただ、この時のたけしはこっそり服の下に耐熱スーツを着込んだ上での入湯であった。
未成年者の入湯
1993年9月26日放送分でSMAPが9枚目シングル・「君は君だよ」とローソン限定ビデオの告知も兼ねゲスト出演。その際の熱湯ルーレットで選ばれその結果、代表して香取慎吾（当時16歳）がやる事になり制限時間無しで海パン一丁に生着替えをして入湯した。その2年後の1995年10月29日放送分には後輩のV6を代表してComing Centuryの森田剛（当時16歳）、三宅健（当時15歳）、岡田准一（当時14歳）が出演。熱湯ルーレットで森田が選ばれ海パン一丁に生着替えをして入湯した。1996年11月3日放送分で当時全員が未成年であったSPEEDを入湯させようとした場面が見られたが、実現には至らなかった。一方でSPEEDと同世代にあたる野村恵里（当時12歳、中学1年生）・大森玲子（当時13歳、中学2年生）・酒井彩名（当時12歳、小学6年生）・三津谷葉子（当時12歳、中学1年生）の4人は、ルール通りに生着替えをしてから入湯した。
熱湯兄弟
番組末期は上島竜兵と辺見えみりが「熱湯兄弟」を結成し、後に「アッチッチサンバ」という楽曲でCDデビューも果たした。
二連続で入湯
450回放送にて間寛平が自らの舞台での代表で入湯した後、たけしの映画の代表でも当たり、連続で入湯したことがあった。
熱湯コマーシャルに挑戦した有名人たち(一部のゲスト、レギュラー陣除く)
中山秀征、たいせー(シャ乱Q)、勝俣州和、池谷幸雄、羽田恵理香(ゲストで登場して2回熱湯に入った)、ぼんちおさむ、中島知子(当時オセロ)、松嶋尚美(当時オセロ)、神取忍、モト冬樹、春菜愛(現・はるな愛)、LiLiCo、出川哲朗、(海砂利水魚(現・くりぃむしちゅー)、矢沢心(サミー工業宣伝部の1人)、大原かおり(現・大原がおり)、爆笑問題、島崎俊郎、坂田利夫、つぶやきシロー、Take2、野々村真、塩村文夏(現・塩村あやか)、ジャガー横田、優香、清水アキラ、土田晃之(当時U-turn)、デンジャラス、有吉弘行(当時猿岩石)、西川のりお、釈由美子
復活放送
本番組終了後、過去の経緯もあり事実上封印状態であったが、2005年8月28日早朝、『24時間テレビ 「愛は地球を救う」』内にて、長年の沈黙を破り「スーパーJOCKEY同窓会」という形で一夜限りの復活を果たした。その後2009年まで毎年『24時間テレビ』内の深夜枠で行われた。番組内容に配慮し、女性タレントが水着に生着替えする際、あらかじめ服の下に水着を着込んでいることで放送事故を未然に防ぐという措置が取られていた。
しかし、2010年の『24時間テレビ』深夜企画は前年の内容からの一部変更により中止し、2016年まで一旦休止状態となっていたが、2017年の『24時間テレビ』の深夜枠で8年ぶりに復活した。2018年も同様に行われたが、2019年以降は行われずに再び事実上の休止状態となっている。
パロディ
- 2006年の『第57回NHK紅白歌合戦』に出場したDJ OZMAが歌唱時に「熱湯コマーシャル」で使用される簡易脱衣室を用いて生着替えを行っていた。
- 2008年4月26日の『めちゃ×2イケてるッ!』では「熱湯コマーシャル」をパロディ化した企画「突然熱湯コマーシャル」が放送され、その2週間後の5月10日からは1コーナー化された。
- 『AKBINGO!』（2011年7月20日放送分）の「ムチャぶりドッジボール」では「熱湯風呂」の罰があり、熱湯風呂やカウント時計も用意した。
- 『DON![注 32]』では、益若つばさが選んだ服ににしおかすみこが「熱湯コマーシャル」で使用された簡易脱衣室を使って生着替えをする企画が水曜コーナーとして行われていた。

その他
- 2014年、日清食品『カップヌードル』のCM（本音と建前編）でダチョウ倶楽部の3人が熱湯コマーシャルを披露する場面（上島が熱湯に入り、肥後と寺門が上島をいじる場面を再現）が放映された。最後はやしろ優が楽屋でカップヌードルを食べるシーンで締めている。
- 1994年に幸田磨衣子がオリジナルビデオ「宇宙少女刑事ブルマ」の宣伝としてコーナーに出演。熱湯ルーレットでは本人に当たったが、着替えはなくプロテクターを外して、白の半袖シャツに紺のブルマー姿のまま熱湯風呂に入った。
- 熱湯ルーレットに使われた簡易更衣室は現在、生田スタジオに当時本番組に使われたものがそのまま保管されており[9]、他番組の企画で使われることがある。
- 2019年にダチョウ倶楽部が主演したガス給湯器販売業のキンライサーのCMで、熱湯コマーシャルがほぼ忠実に再現された。

## テーマ曲

### オープニングテーマ
- Fuse One『Sunwalk』
- Admiral Bailey『BIG BELLY MAN』

### エンディングテーマ
- 1993年7月 - 1994年3月：細川ふみえ『だっこしてチョ』
- 1994年4月 - ?：J-kiss『サルサでkiss』
- 1995年?月 - ?月：W-NAO『Rescue me』
- 1996年10月 - 1997年9月：辺見えみり『心の花』
- 1997年3月頃：THE POSTMEN『パレット』
- 1997年10月 - 1998年3月：山田まりや『daijo-bu!!』
- 1998年4月 - 1998年7月：パイレーツ『INCATATION』（デビュー曲）
- 1998年8月 - 1999年3月：上島竜兵&辺見えみり『アッチッチサンバ』

## ネット局
系列は放送終了時（1999年3月）のもの。遅れネット局含む。
| 放送地域               | 放送局                    | 系列           | 備考                                                                                          |
| ---------------------- | ------------------------- | -------------- | --------------------------------------------------------------------------------------------- |
| 関東広域圏             | 日本テレビ（NTV）         | 日本テレビ系列 | 制作局                                                                                        |
| 北海道                 | 札幌テレビ（STV）         | 日本テレビ系列 |                                                                                               |
| 青森県                 | 青森放送（RAB）           | 日本テレビ系列 |                                                                                               |
| 岩手県                 | テレビ岩手（TVI）         | 日本テレビ系列 |                                                                                               |
| 宮城県                 | ミヤギテレビ（MMT）       | 日本テレビ系列 |                                                                                               |
| 秋田県                 | 秋田放送（ABS）           | 日本テレビ系列 |                                                                                               |
| 山形県                 | 山形放送（YBC）           | 日本テレビ系列 |                                                                                               |
| 福島県                 | 福島中央テレビ（FCT）     | 日本テレビ系列 |                                                                                               |
| 山梨県                 | 山梨放送（YBS）           | 日本テレビ系列 |                                                                                               |
| 新潟県                 | テレビ新潟（TeNY）        | 日本テレビ系列 |                                                                                               |
| 長野県                 | テレビ信州（TSB）         | 日本テレビ系列 | 1991年4月からネット開始                                                                       |
| 静岡県                 | 静岡第一テレビ（SDT）     | 日本テレビ系列 |                                                                                               |
| 富山県                 | 北日本放送（KNB）         | 日本テレビ系列 |                                                                                               |
| 石川県                 | テレビ金沢（KTK）         | 日本テレビ系列 | 1990年4月開局から                                                                             |
| 福井県                 | 福井放送（FBC）           | 日本テレビ系列 |                                                                                               |
| 中京広域圏             | 中京テレビ（CTV）         | 日本テレビ系列 |                                                                                               |
| 近畿広域圏             | 読売テレビ（ytv）         | 日本テレビ系列 |                                                                                               |
| 鳥取県・島根県         | 日本海テレビ（NKT）       | 日本テレビ系列 |                                                                                               |
| 広島県                 | 広島テレビ（HTV）         | 日本テレビ系列 |                                                                                               |
| 山口県                 | 山口放送（KRY）           | 日本テレビ系列 |                                                                                               |
| 徳島県                 | 四国放送（JRT）           | 日本テレビ系列 |                                                                                               |
| 香川県→ 香川県・岡山県 | 西日本放送（RNC）         | 日本テレビ系列 | 1983年3月までの放送エリアは香川県のみ 1983年4月から電波相互乗り入れに伴い岡山県にもエリア拡大 |
| 愛媛県                 | 南海放送（RNB）           | 日本テレビ系列 | 1994年4月3日からネット開始                                                                    |
| 高知県                 | 高知放送（RKC）           | 日本テレビ系列 |                                                                                               |
| 福岡県                 | 福岡放送（FBS）           | 日本テレビ系列 |                                                                                               |
| 長崎県                 | テレビ長崎（KTN）         | フジテレビ系列 | 1990年9月打ち切り                                                                             |
| 長崎県                 | 長崎国際テレビ（NIB）     | 日本テレビ系列 | 1991年4月開局から                                                                             |
| 熊本県                 | くまもと県民テレビ（KKT） | 日本テレビ系列 |                                                                                               |
| 鹿児島県               | 鹿児島テレビ（KTS）       | フジテレビ系列 | 1992年3月打ち切り                                                                             |
| 鹿児島県               | 鹿児島読売テレビ（KYT）   | 日本テレビ系列 | 1994年4月開局から                                                                             |